# Colline di Levanto rosso
Il Colline di Levanto rosso è un vino DOC la cui produzione è consentita nella provincia della Spezia.

## Caratteristiche organolettiche
- colore: rosso rubino più o meno intenso
- odore: delicato persistente, tenue vinosità
- sapore: asciutto, delicato, armonico, di medio corpo

## Produzione
Provincia, stagione, volume in ettolitri
- La Spezia  (1995/96)  88,82
- La Spezia  (1996/97)  154,64